# Goodbye (voglio good vibes)
Goodbye (voglio good vibes) è un singolo della cantautrice italiana Maria Tomba, pubblicato il 18 dicembre 2024 come secondo estratto dal primo album in studio Requiem (per un sogno).
Il brano, dopo essere stato presentato in concorso ad Area Sanremo, ha permesso all'artista di qualificarsi tra i concorrenti di Sanremo Giovani 2024, dove è riuscita a piazzarsi tra i finalisti e permettendole di partecipare al Festival di Sanremo 2025 nella sezione delle "Nuove proposte", venendo eliminata nella semifinale della seconda serata del 12 febbraio.

## Descrizione
Il brano, scritto dalla stessa cantautrice con Alfredo Bruno, Giulia Guerra e Salvatore Mineo, è prodotto da kOkeshi e ha anticipato l'uscita dell'album Requiem (per un sogno), uscito il 14 febbraio 2025.

## Tracce
Testi di Maria Tomba, Alfredo Bruno, Giulia Guerra e Salvatore Mineo, musiche di Maria Tomba, Alfredo Bruno, Mirko Guerra e Salvatore Mineo.
1. Goodbye (voglio good vibes) – 2:22

## Classifiche
| Classifica (2025) | Posizione massima |
| ----------------- | ----------------- |
| Italia            | 57                |